# Daniel Rohr
Daniel Rohr (* 22. August 1960 in Zürich) ist ein Schweizer Schauspieler, Regisseur und Theaterleiter.

## Werdegang
Daniel Rohr absolvierte seine Ausbildung zum Schauspieler und Regisseur an der Hochschule Mozarteum in Salzburg. Es folgten rund 20 Jahre als Schauspieler auf deutschsprachigen Bühnen, darunter am Schauspiel Bonn (1985), Schauspielhaus Zürich (1986), am Theater an der Ruhr in Mülheim (1986–1992), am Deutschen Theater in Göttingen (1992–1999) sowie am Theater Neumarkt in Zürich (1999–2004). Rohr gründete zudem das Göttinger Innenhof-Theater-Festival, das er seit 1997 leitet, und spielte Rollen in verschiedenen Schweizer Spielfilmen (Ernstfall in Havanna, Sternenberg, Das Geheimnis von Murk, Millionenschwer verliebt). Unter dem Label Stern-Theater produziert und veranstaltet Rohr eigene Theaterprojekte. Seit 2004 ist er zudem Leiter des Theater Rigiblick in Zürich.
Er hat zwei Kinder, die inzwischen erwachsen sind. Seit 2023 ist er mit Hanna Scheuring verheiratet.

## Filmografie (Auswahl)
- 2002: Ernstfall in Havanna
- 2003: Achtung, fertig, Charlie!
- 2003: Moritz (Fernsehfilm) – Regie: Stefan Haupt
- 2004: Piff, paff, puff (Fernsehfilm) – Regie: Lutz Konermann
- 2004: Sternenberg
- 2004: Identity Search (Kurzfilm) – Regie: Jacqueline Brusche
- 2005: Lago Mio
- 2006: Grounding – Die letzten Tage der Swissair
- 2006: Vitus
- 2006: Millionenschwer verliebt
- 2007: Marmorera
- 2007: Briefe und andere Geheimnisse (Fernsehfilm) – Regie: Judith Kennel
- 2007: Tell
- 2008: Geld oder Leben – Regie: Jacqueline Falk
- 2008: Das Geheimnis von Murk
- 2008: Canzun Alpina (Fernsehfilm) – Regie: Sören Senn
- 2008: Eine bärenstarke Liebe (Fernsehfilm) – Regie: Mike Eschmann
- 2008: Happy New Year
- 2008: Tatort: Seenot
- 2009: Die Rosenheim-Cops – Kuhgebrüll als Alibi
- 2009: Der Raketenmann – Wernher von Braun und der Traum vom Mond
- 2009: Giulias Verschwinden
- 2010: Sennentuntschi
- 2010: Rosamunde Pilcher – Liebe am Horizont
- 2012: Tatort: Skalpell
- 2012: Tutti giù
- 2013: Die Schweizer (Fernsehfilm)
- 2013: Achtung, fertig, WK!
- 2014: Tag der Wahrheit
- 2015: Usfahrt Oerlike – Regie: Paul Riniker
- 2018: Der Bestatter (Fernsehserie)
- 2020: Großstadtrevier (Fernsehserie)
- 2020: WaPo Bodensee (Fernsehserie)
- 2022: Tatort: Risiken mit Nebenwirkungen
- 2022: El color del cielo (Color of Heaven)

## Theater (Auswahl)
- 1994–2005: Mercier und Carmier (Samuel Becket), Deutsches Theater Göttingen
- 2002–2007: ZAPPA! Alles über Frank (Rockrevue) (Frank Zappa), Theater am Neumarkt Zürich
- 2003–2005: The lamb lies down on Broadway (Peter Gabriel/Genesis), Theater am Neumarkt Zürich
- 2004: Dracula (nach Bram Stoker), Rolle: Dracula, Freilichtspiele Schwäbisch Hall, Regie: Michael Heicks
- 2005: Gaddafi rockt (Oliver Czeslik), Sogar Theater
- 2005: Kalkül (Werner Schulze nach Carl Djerassi), Rolle: Leibnitz, Opernhaus Zürich, Regie: Isabella Gregor
- 2005: Steine und Herzen (Sven-Eric Bechtolf), Ruhrtriennale, Regie: Sven-Eric Bechtolf
- 2006–2007: Am Hang (Markus Werner), Rolle: Thomas Clarin, Theater Stadelhofen, Theater am Kirchplatz Schaan und Tournee, Regie: Brigitta Soraperra
- 2006–2008: In einer Sternennacht am Hafen Liederabend, Stern-Theater-Produktion, Regie: Sabine Boss
- 2007: Courasche oder Gott lass nach (Wilhelm Genazino), Ruhrtriennale, Regie: Stephanie Mohr
- 2007–2010: Azzurro, Liederabend, Stern-Theater-Produktion
- 2008–2010: Faust (Johann Wolfgang von Goethe), Stern-Theater-Produktion, Regie: Maria Kross
- 2009: Pension Schöller (Wilhelm Jacoby und Carl Laufs), Rolle: Fritz Bernhardy, Bad Hersfelder Festspiele, Regie: Gerhard Alt
- 2010: Leila und Madschnun (Albert Ostermaier), Ruhrtriennale, Regie: Willy Decker

## Audio
- Radio SRF 3 Focus: Daniel Rohr: «Mein ADHS ist eine kreative Kraft». 2021. Redaktion und Moderation: Anita Richner[3]